# Noruega en los Juegos Olímpicos de Sapporo 1972
Noruega estuvo representada en los Juegos Olímpicos de Sapporo 1972 por un total de 67 deportistas que compitieron en 8 deportes.  
El portador de la bandera en la ceremonia de apertura fue el biatleta Magnar Solberg.

## Medallistas
El equipo olímpico noruego obtuvo las siguientes medallas:
| Nombre                                             | Deporte               | Competición |
| -------------------------------------------------- | --------------------- | ----------- |
| Oro                                                |                       |             |
| Magnar Solberg                                     | Biatlón               | 20 km M     |
| Pål Tyldum                                         | Esquí de fondo        | 50 km M     |
| Plata                                              |                       |             |
| Pål Tyldum                                         | Esquí de fondo        | 30 km M     |
| Magne Myrmo                                        | Esquí de fondo        | 50 km M     |
| Oddvar Brå Pål Tyldum Ivar Formo Johannes Harviken | Esquí de fondo        | 4 × 10 km M |
| Roar Grønvold                                      | Patinaje de velocidad | 1500 m M    |
| Roar Grønvold                                      | Patinaje de velocidad | 5000 m M    |
| Bronce                                             |                       |             |
| Ivar Formo                                         | Esquí de fondo        | 15 km M     |
| Johannes Harviken                                  | Esquí de fondo        | 30 km M     |
| Inger Aufles Aslaug Dahl Berit Mørdre              | Esquí de fondo        | 3 × 5 km F  |
| Sten Stensen                                       | Patinaje de velocidad | 5000 m M    |
| Sten Stensen                                       | Patinaje de velocidad | 10 000 m M  |